# Serie animate televisive del 2000
Questa è la lista delle serie animate televisive trasmesse sulle reti televisive di tutto il mondo nel o dal 2000. Questa lista include anche le serie di cortometraggi come The Bugs Bunny Show 2000.
| Titolo                                          | Episodi | Paese di origine                                                | Anno          | Note                         |
| ----------------------------------------------- | ------- | --------------------------------------------------------------- | ------------- | ---------------------------- |
| Diabolik                                        | 36      | Francia (bandiera) · Stati Uniti (bandiera) · Italia (bandiera) | 2000–2001     |                              |
| George Shrinks                                  | 40      | Canada (bandiera) · Cina (bandiera)                             | 2000–2001     |                              |
| Maggie e l'incredibile Birba                    | 39      | Canada (bandiera)                                               | 2000–2002     |                              |
| Marvin the Tap-Dancing Horse                    | 26      | Canada (bandiera) · Cina (bandiera)                             | 2000–2001     | Inedito in Italia            |
| Arcobaleno                                      | 26      | Canada (bandiera) · Stati Uniti (bandiera)                      | 2000          |                              |
| Grog di Magog                                   | 52      | Canada (bandiera) · Francia (bandiera)                          | 2000–2002     |                              |
| Un'anatra in giallo                             | 26      | Canada (bandiera) · Cina (bandiera)                             | 2000–2001     |                              |
| Seven Little Monsters                           | 40      | Canada (bandiera) · Cina (bandiera)                             | 2000–2001     | Inedito in Italia            |
| Lapitch Il piccolo calzolaio                    | 26      | Croazia (bandiera) · Germania (bandiera)                        | 2000          |                              |
| Tommy & Oscar                                   | 26      | Italia (bandiera)                                               | 2000          |                              |
| Argai                                           | 26      | Francia (bandiera)                                              | 2000          |                              |
| Chris Colorado                                  | 26      | Francia (bandiera)                                              | 2000          |                              |
| Fantomette                                      | 26      | Francia (bandiera)                                              | 2000-2001     |                              |
| Amico Fetch                                     | 26      | Regno Unito (bandiera)                                          | 2000-2001     |                              |
| Angelmouse                                      | 26      | Regno Unito (bandiera)                                          | 2000          |                              |
| Belle peecorelle                                | 26      | Regno Unito (bandiera)                                          | 2000-2001     |                              |
| Bill e Ben                                      |         | Regno Unito (bandiera)                                          | 2000          |                              |
| Kikaider The Animation                          | 13      | Giappone (bandiera)                                             | 2000–2001     | Inedito in Italia            |
| Argento Soma                                    | 26      | Giappone (bandiera)                                             | 2000–2001     | Inedito in Italia            |
| Baby Felix & friends                            | 65      | Giappone (bandiera)                                             | 2000–2001     |                              |
| Boogiepop Phantom                               | 12      | Giappone (bandiera)                                             | 2000          |                              |
| Boys Be...                                      | 13      | Giappone (bandiera)                                             | 2000          |                              |
| Brigadoon: Marin & Melan                        | 26      | Giappone (bandiera)                                             | 2000–2001     | Inedito in Italia            |
| Kazemakase Tsukikage Ran                        | 13      | Giappone (bandiera)                                             | 2000          | Inedito in Italia            |
| Ayashi no Ceres                                 | 24      | Giappone (bandiera)                                             | 2000          |                              |
| Eredi del buio                                  | 13      | Giappone (bandiera)                                             | 2000          |                              |
| Digimon Adventure 02                            | 50      | Giappone (bandiera)                                             | 2000–2001     |                              |
| Dotto! Koni-chan                                | 26      | Giappone (bandiera)                                             | 2000–2001     | Inedito in Italia            |
| Hajime no Ippo                                  | 76      | Giappone (bandiera)                                             | 2000–2002     | Inedito in Italia            |
| Gate Keepers                                    | 24      | Giappone (bandiera)                                             | 2000          | Inedito in Italia            |
| L'invincibile Dendoh                            | 38      | Giappone (bandiera)                                             | 2000–2001     |                              |
| Gravitation                                     | 13      | Giappone (bandiera)                                             | 2000–2001     | Inedito in Italia            |
| Hamtaro - Piccoli criceti, grandi avventure     | 193     | Giappone (bandiera)                                             | 2000–2004     |                              |
| Hand Maid May                                   | 10      | Giappone (bandiera)                                             | 2000          | Distribuito in DVD           |
| Hidamari no ki                                  | 25      | Giappone (bandiera)                                             | 2000          | Inedito in Italia            |
| Hyou Senki                                      | 26      | Giappone (bandiera)                                             | 2000–2001     |                              |
| Inuyasha                                        | 167     | Giappone (bandiera)                                             | 2000–2004     |                              |
| Love Hina                                       | 25      | Giappone (bandiera)                                             | 2000          |                              |
| Guru Guru - Il batticuore della magia           | 38      | Giappone (bandiera)                                             | 2000          |                              |
| Miami Guns                                      | 13      | Giappone (bandiera)                                             | 2000          | Inedito in Italia            |
| I cavalieri di Mon                              | 51      | Giappone (bandiera)                                             | 2000          |                              |
| NieA 7                                          | 13      | Giappone (bandiera)                                             | 2000          | Distribuito in VHS           |
| Saiyuki - La leggenda del demone dell'illusione | 50      | Giappone (bandiera)                                             | 2000–2001     |                              |
| Sakura Wars                                     | 25      | Giappone (bandiera)                                             | 2000          |                              |
| Shinzo                                          | 32      | Giappone (bandiera)                                             | 2000          |                              |
| Strange Dawn                                    | 13      | Giappone (bandiera)                                             | 2000          |                              |
| UFO Baby                                        | 78      | Giappone (bandiera)                                             | 2000–2002     |                              |
| Vandread                                        | 13      | Giappone (bandiera)                                             | 2000          | Inedito in Italia            |
| Yu-Gi-Oh!                                       | 224     | Giappone (bandiera)                                             | 2000–2004     |                              |
| Buzz Lightyear da Comando Stellare              | 63      | Stati Uniti (bandiera)                                          | 2000–2001     |                              |
| Buzz e Poppy                                    | 52      | Stati Uniti (bandiera)                                          | 2000–2001     |                              |
| Clifford                                        | 65      | Stati Uniti (bandiera)                                          | 2000-2003     |                              |
| Dora l'esploratrice                             | 135     | Stati Uniti (bandiera)                                          | 2000–in corso |                              |
| Dio, il Diavolo e Bob                           | 53      | Stati Uniti (bandiera)                                          | 2000          | Inedito in Italia            |
| Happy Tree Friends                              | 141     | Stati Uniti (bandiera)                                          | 2000–in corso |                              |
| Harvey Birdman, Attorney at Law                 | 39      | Stati Uniti (bandiera)                                          | 2000–2007     | Inedito in Italia            |
| Le avventure di Jackie Chan                     | 26      | Stati Uniti (bandiera)                                          | 2000–2005     |                              |
| Poochini                                        | 26      | Stati Uniti (bandiera)                                          | 2000–2006     |                              |
| Ovino va in città                               | 27      | Stati Uniti (bandiera)                                          | 2000–2002     |                              |
| Static Shock                                    | 52      | Stati Uniti (bandiera)                                          | 2000–2004     |                              |
| Finalmente weekend!                             | 39      | Stati Uniti (bandiera)                                          | 2000–2004     |                              |
| X-Men: Evolution                                | 52      | Stati Uniti (bandiera)                                          | 2000–2003     |                              |
| King Kong                                       | 40      | Stati Uniti (bandiera)                                          | 2000–2001     |                              |
| Teacher's Pet                                   | 39      | Stati Uniti (bandiera)                                          | 2000-2002     |                              |
| The Slim Shady Show                             | ?       | Stati Uniti (bandiera)                                          | 2000          | Pubblicato su internet e DVD |